# Аюс
Аюс (санскр. आयु; Āyu) — в индуистской мифологии царь, сын Пурураваса и Урваши. Он родился в Лунной Династии. История этого царя известна из индуистской литературы, такой как Пураны и Итихасы. Аюс правил в регионе Пратиштхана, потому что, согласно Брахма-пуране, этот регион был резиденцией Илы, унаследованной после её смерти Пуруравасом. Возможно, что Аюс также правил в провинции Кандхавапрастха, потому что, согласно Махабхарате, Кандхавапрастха был центром правления царей Лунной Династии в древние времена, до основания Хастинапура. Но позже Кандхавапрастха был проклят, и стал засушливым. Во время правления Дхритараштры Кандхавапрастха превратился в Индрапрастху и снова стал центром правления Лунной династии.

## Легенда

### Рождение и детство
История происхождения Аюса связана с историей апсары Урваши и царя Пурураваса. Говорят, что, находясь в Гандамадане, Урваши вошла в священный лес Картикеи и обратилась в камень. Пуруравас спустя много лет освобождает Урваши от проклятия, натирая драгоценный камень, который дал ему Картикея. Позже пара вернулась во дворец. Во дворце Урваши и Пурурава провели шестнадцать лет своей прекрасной жизни, пока им не пришлось расстаться после рождения Аюса. Появление Аюса начинается с того, что ворона крадёт тот самый красный камень, подаренный Картикеей. Урваши, которой очень нравился камень, умоляла Пурураваса вернуть его. Прежде чем Пуруравас успел выстрелить своей стрелой, кто-то еще выстрелил в ворону. Ворона упала во двор дворца. Все стали смотреть, что за стрела застряла в теле вороны, и, как оказалось, на ней было написано, что стрела принадлежала Аюсу. Выясняется, что Аюс — сын Пуруравас и Урваси. Пуруравас ещё не знал о рождении Аюса. Урваши, которая любила Пурураваса, не стала ему говорить, что когда-то она захотела ребенка, поэтому без ведома Пуруравы Урваши провела обряд на зачатие ребёнка от Пуруравас. Когда Пуруравас встретил своего собственного сына, Урваши вспомнила свое предыдущее проклятие, что она должна была быть разлучена со своей семьей, после того, как она родит ребенка. Итак, встреча Пурураваса и Аюса означает разлуку Пурураваса с Урваши. После того, как Урваши вернулась на небеса, Аюс стал царём, а Пуруравас решил покинуть свое царство и жить в Гандамадане.

### Жена и потомки
В Падма-пуране рассказывается, что Аюс женился на Индумати (в другой версии имя его жены упоминается как Прабха или Сварбанави), дочери асуры Сварбхану. После очень долгого брака у них так и не появилось детей. Индумати решила молиться Махариши Даттатрее тысячу лет. В конце концов она получили в дар святого и доброго ребенка. После того, как их сын родился, ракшаса по имени Хунда пришел, чтобы похитить его, потому что было пророчество, что Хунда умрет от руки сына Раджи Аюса. Из-за этого инцидента Аюс и его сын расстались на много лет. Незаметно для него, его сын выжил и находился на попечении риши Васиштхи, мудрого человека, который часто обучал царе Лунной династии. Сына Аюса звали Нахуша. После того, как Нахуша вырастет, он выполняет свое предназначение — убийство Хунды и женится на Ашокасундари, прекраной дочери бога Шивы, которую держал в плену Хунда. Позже Нахуша и Асокасундари встретили Аюса. Аюс радостно приветствует сына и нарекает его новым царём. После того, как Аюс ушел в отставку, Нахуша стал новым правителем, а впоследствии был на некоторое время сделан правителем Сварги.